# ラスター作戦
ラスター作戦（ラスターさくせん、英語: Operation Lustre）は第二次世界大戦中の1941年3月から4月にかけて、イギリス軍と連合国軍（オーストラリア軍、ニュージーランド軍、ポーランド軍）をエジプトからギリシャへ輸送する作戦。ギリシャの戦いにおいてイタリアの侵攻が失敗したこととナチス・ドイツの介入を見越しての作戦であった。

## 背景
1941年4月までに、ギリシャはイタリアによる侵攻を撃退し、イギリスのヨーロッパにおける唯一の同盟国となった。イギリスの首相のウィンストン・チャーチルは危険に陥っていた同盟国を見捨てることは政治的に受け入れられないと考えていた。さらに、ギリシャの飛行場を使えることはドイツが依存していたルーマニアの石油生産地のプロイェシュティを爆撃機の射程に入れることを意味した。連合国の中近東における総司令官アーチボルド・ウェーヴェルには1941年1月と2月の2回、ギリシャへの増援が北アフリカの全ての作戦より優先される、という通達が下された。
ウェーヴェルの態度は明らかではなかった。彼は長らくギリシャの作戦に嫌々ながら受け入れたと言われていたが、現代の作家はウェーヴェルが作戦に同意したとしている。イギリスの指導者たちはイギリスの援助があれば、ギリシャ軍はドイツ軍をアリアクモン線で押し留めることができる、と結論づけた。彼らはドイツ軍がゾネンブルーメ作戦でリビアに送られていることを知っていたが、この増援は夏まで作戦を開始できないと考えていた。この結論は2つとも間違っていた。現代では、連合国軍をギリシャに輸送してもドイツの早い勝利を止めることはできず、北アフリカにおけるイギリス軍を弱らせる結果のみもたらしたと考えられる。これは4月のエルヴィン・ロンメルによる反撃の成功、そして5月のイギリスによるブレビティ作戦の失敗をもたらした。
3月4日以降、イギリス海軍とオーストラリア海軍による護送船団が3日おきにアレクサンドリアとピレウス間を航行した。空襲もあったが効果は薄かった。1月にイタリアの水雷艇ルポとリーブラがスダ湾でイギリスのタンカー1隻を使用不能に追い込んだ以降、連合国軍はカソス海峡を避けてクレタ島の西のアンティキティラ海峡を使用していた。イタリア海軍は3月に再び輸送を妨害しようとしたがマタパン岬沖海戦の敗北に終わった。4月2日までに約5万8千人およびその装備がギリシャに輸送された。
4月6日の枢軸国によるマリータ作戦を前に、テッサロニキ南西のアリアクモン線にはいくらかの連合国からの援軍が配置された。これらの援軍はあまり役立たず、4月24日以降のデーモン作戦で撤退した。これらの軍の一部はクレタ島に移動したが、ドイツ軍によるメルクール作戦に敗れた。